# Withius fuscus
Withius fuscus är en spindeldjursart som beskrevs av Volker Mahnert 1988. Withius fuscus ingår i släktet Withius och familjen Withiidae. Inga underarter finns listade i Catalogue of Life.